# Скульптурний водограй «Слоненя»
Скульпту́рний водогра́й «Слоненя́» — фонтан, який був розташований в Хрещатому парку у Києві. Створений за макетом скульптора, на той час — студента Київського будівельного інституту Сергія Фролова, який той розробив у 1936 році. Зведений у період між 1936 та 1939 роками на місці знесеної статуї Аполлона, яка була встановлена до Жовтневого перевороту. Точна дата введення водограю в експлуатацію невідома. Являв собою бетонну фігуру недорослого слона у натуральну величину, який стояв на обкладеній камінням сферичній основі на трьох ногах, підійнявши передню праву та звівши хобот догори. З хобота доверху бив 6-метровий струмінь води. Скульптурну композицію оточувала колом металева труба з форсунками для водних струменів. Водограй знаходився у центрі круглої залізобетонної чаші резервуара, з внутрішнього периметру чаші також була прокладена труба з форсунками для додаткових струменів. Зовнішній периметр водограю обрамлювали насадження канн. Поруч було створено кілька інших водограїв, що у своїй композиції мали спільну тему щасливого дитинства. «Слоненя» було головним великим фонтаном ансамблю.
Під час Німецько-радянської війни та німецької окупації Києва водограй руйнувань не зазнав.

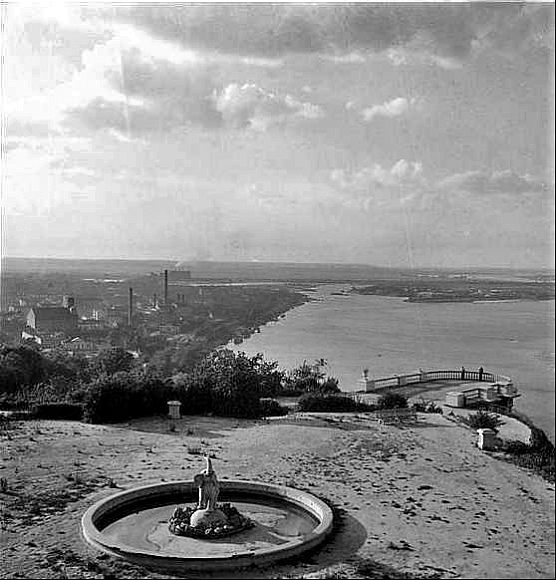
«Слоненя» у 1943 році. Фото ~Герберта Ліста,

Водограй «Слоненя» був улюбленим місцем прогулянок містян, фігурував на повоєнних листівках, потрапив до кадрів художніх стрічок — «Гомони містечко» (1939) та «Спадкоємці» (1960). У 1950-ті — першу половину 1960-х років біля водограю розташовувалися літня оркестрова естрада та танцювальний майданчик а також літнє кафе «Слоник», назване на честь водограю.
Точна дата демонтажу водограю невідома — у другій половині 1960-х років на місці бетонного «Слоненяти» був встановлений водограй «Лотос» з полірованого червоного граніту, який раніше, до будівництва у 1964—1965 роках підземного переходу через Хрещатик, знаходився навпроти Бессарабського ринку. Орієнтовно у 1979—1980 роках, у зв'язку зі спорудженням «Арки дружби народів», фонтан «Лотос» був демонтований, а у 1998 році його реконструювали та встановили біля входу до Київського Пасажу.
У той же час у ЗМІ досі побутує думка, що водограй «Слоненя» простояв у Хрещатому парку до 1979—1980 років, хоча жодних підтверджень архівними документами та світлинами за період 1970—1980 років цьому не має.
1 лютого 2018 року у Київській міській раді була зареєстрована електронна петиція про знесення Арки та відновлення водограю за ескізом попереднього. Петицію підписали 177 громадян, тому громадська ініціатива не набрала необхідної кількості голосів для розгляду та ухвалення радою рішення.
20 вересня 2018 року в Хрещатому парку на парапеті оглядового майданчика над Дніпром біля арки Дружби народів у рамках проєкту «Шукай» була встановлена мініатюрна бронзова копія скульптури роботи скульптора Марка Галенка,. Проте статуетці судилося біля Арки простояти недовго — 2 листопада 2018 року фігурка слоненяти була викрадена. 28 грудня 2018 року відновлена статуетка зайняла місце під скляним куполом ТРЦ «ТЦ GLOBUS» на вході біля Лядських воріт за адресою Майдан Незалежності, 1.
До 1980 року водограй зі схожою скульптурою слоненяти (оточеного попервах скульптурними фігурками дітей, які пізніше прибрали) також знаходився у Яковлевському сквері (згодом «Дитячий парк імені Войцеховича») міста Дніпра,. Єдиний в Україні функціонуючий водограй «Слон» знаходиться у парку імені Тараса Шевченка міста Христинівка.